# Dialytrichia mucronata
Dialytrichia mucronata là một loài Rêu trong họ Pottiaceae. Loài này được (Brid.) Broth. mô tả khoa học đầu tiên năm 1902.